# Filiálé
A filiálé (vagy filiále) a magyar nyelvben ma már ritkábban használt szó, amellyel főleg 1945 előtt illetve a  sajtónyelvben
nagyobb ipari vagy kereskedelmi vállalatnak, banknak, ritkábban  más intézménynek (pl. múzeumnak) a központból irányított, rendszerint más városban vagy községben működő részlegét értették. Hasonló  - de szűkebb értelmű - fogalom a fióküzlet és a leányvállalat is.